# Креспо, Хоакин
Хоакин Синфориано де Хесус Креспо Торрес (исп. Joaquín Sinforiano de Jesús Crespo Torres; 22 августа 1841, Сан-Франсиско-де-Кара, штат Арагуа — 16 апреля 1898, Ла Мата Кармелера, штат Кохедес) — венесуэльский политический и военный деятель, президент Венесуэлы с 27 апреля 1884 по 27 апреля 1886 (1-й раз), с 7 октября 1892 по 16 июня 1893 (исполняющий обязанности), с 16 июня 1893 по 28 февраля 1894 (временный президент) (2-й раз), с 14 марта 1894 по 20 февраля 1898 (3-й раз).